# V774104
V774104 é um objeto transnetuniano separado estimado com cerca de 500 a 1000 km de diâmetro. Atualmente ele está a cerca de 103 UA do Sol, uma distância de 15,4 bilhões de quilômetros, cerca de três vezes mais distante do que Plutão. A partir do anúncio da descoberta em novembro de 2015, ele se tornou o objeto observado mais distante no Sistema Solar. É considerado o candidato a planeta anão conhecido mais distante do Sistema Solar.
Ele é provavelmente o mesmo objeto que o 2015 TH367, mas isso ainda precisa ser confirmado.

## Descoberta
V774104 foi descoberto por uma equipe usando o telescópio Subaru, um grande telescópio refletor localizado no cume do Mauna Kea com um espelho primário de 8 metros de diâmetro. A descoberta foi anunciada em novembro de 2015 americana. A equipe da descoberta foi liderada pelos astrônomos Scott Sheppard e Chad Trujillo.

## Órbita
Sua astrometria ainda não foi divulgada publicamente de modo que o objeto não tem uma designação de planeta menor e seus elementos orbitais são desconhecidos. Sendo um objeto transnetuniano tão longe do Sol com um arco de observação de apenas algumas semanas, no momento do anúncio de sua descoberta, o seu afélio não tinha sido corretamento determinado.

### Possível sednoide

A órbita de Sedna (em vermelho), o sednoide protótipo, contra as órbitas de Plutão (roxo) e os planetas exteriores.

V774104 pode ser um sednoide, uma classe enigmática de objetos no Sistema Solar exterior, com apenas dois membros conhecidos. Os sednoides têm órbitas excêntricas que têm de ter sido perturbado por algo, mas que não poderia ter sido perturbado por qualquer objeto atualmente conhecido (suas órbitas inteiras se encontram bem fora da influência de Netuno). Para ser um sednoide, V774104 deve ter um periélio maior do que 50 UA e um semieixo maior superior a 150 UA, o que pode ser determinado, quando o seu arco de observação for de cerca de um ano. Apenas 3 objetos são conhecidos por terem periélios (abordagem mais próxima do Sol) superior a 50 UA: 90377 Sedna, 2012 VP113 e 2004 XR190. Mas 2004 XR190 tem uma baixa excentricidade orbital com um periélio de 51 UA. Sedna e 2012 VP113 ambos tiveram seu periélio calculado muito além do cinturão de Kuiper clássico de 30-50 UA. Se V774104 é um sednoide ou um objeto transnetuniano extremo, pode apontar a existência de um planeta pastoreio desconhecido localizado a centenas de unidades astronômicas do Sol. Também é possível, no entanto, que o periélio levantado seja o resultado dos movimentos do conjunto de estrelas em que o Sol fazia parte quando ele se formou. A descoberta de sednoides e análises adicionais de suas órbitas deve, eventualmente, permitir a identificação do processo pelo qual suas órbitas foram perturbadas.